# La Surprise (téléfilm, 2007)
Pour les articles homonymes, voir La Surprise.
La Surprise est un téléfilm français réalisé par Alain Tasma en 2006 et présenté au Festival de Luchon en 2007.

## Synopsis
Un soir, Marion, s'apprêtant à sortir, corrige son maquillage. Face au miroir qui lui renvoie un si triste reflet, elle prend la mesure de l'ennui qui caractérise sa vie de couple. Tant pis pour la soirée, le cadeau, les amis... et tant pis pour Paul, son mari depuis vingt-deux ans. Ce soir, Marion décide de tout plaquer. Elle n'a pas d'amant, elle n'a pas fait de rencontre… simplement elle veut se sentir « encore vivante ». Et la vie, précisément, lui réserve bien des surprises, comme celle de s'éprendre de Claude… une amie de sa sœur. Bouleversée par la nature même de ce qu'elle ressent, tiraillée entre son mari et sa fille, Marion se retrouve à un tournant de son existence. À bousculer les conventions sociales et ses propres préjugés, elle apprend ce qu'il en coûte d'être soi-même.

## Fiche technique
- Réalisateur : Alain Tasma
- Scénario : Dominique Garnier
- Date de première diffusion : 21 février 2007 sur France 2
- Durée : 110 minutes

## Distribution
- Mireille Perrier : Marion
- Rachida Brakni : Claude
- Robin Renucci : Paul
- Chloé Coulloud : Justine
- Marilyne Canto : Louise
- Éric Métayer : Simon
- Gianni Giardinelli : Luc